# تیراندازی در کاخ دادگستری تهران
در ۲۹ دی ۱۴۰۳، حمله‌ای در دیوان عالی ایران واقع در داخل کاخ دادگستری تهران رخ داد. گزارش‌های اولیه حاکی از آن است که تیراندازی زمانی رخ داد که مردی مسلح به چاقو وارد شد و قبل از کنترل اسلحه محافظ به او حمله و تیراندازی کرد که محمد مقیسه و علی رازینی، دو قاضی بلندپایه در دفاترشان به ضرب گلوله کشته شدند. علاوه بر این، در این حمله یک قاضی و یک محافظ دیگر نیز زخمی شدند. قاضی‌های کشته شده، در رسیدگی به پرونده‌های معترضان، هنرمندان و فعالان در محاکمات روی میز حضور داشتند و بنا بر گزارش‌ها در اعدام‌های دسته‌جمعی تابستان ۱۳۶۷ ایران نقش داشتند. عامل تیراندازی فردی به نام فرشاد اسدی بود که بلافاصله پس از تیراندازی خودکشی کرد.